# دان كريستيانسن
دان كريستيانسن هو سياسي أمريكي، ولد في 13 ديسمبر 1962 في مقاطعة سنوهوميش في الولايات المتحدة. نشط حزبياً في الحزب الجمهوري. وقد انتخب عضو مجلس نواب واشنطن ‏.